# Campionato italiano di beach soccer 2022
La Serie Aon 2022 è stata la 18ª edizione della massima serie del campionato italiano di calcio da spiaggia, disputata tra il 3 giugno e il 7 agosto 2022 e conclusa con la vittoria del Pisa, al suo secondo titolo consecutivo.
Capocannoniere del torneo è stato Gabriele Gori (Catania) con 18 reti.

## Formato
La Serie A 2022 è composta da 18 squadre divise in due gironi chiamati Poule Scudetto e Poule Promozione. La strada per il titolo di Campione d'Italia è suddivisa in 3 tappe.
Le prime sette classificate della Poule Scudetto e la prima della Poule Promozione, si qualificano alla fase finale di Cagliari in programma dal 5 al 7 agosto, dove si assegnerà il titolo di Campione d'Italia. La novità di questa edizione è quella che l'ottava classificata della Poule Scudetto e la seconda, terza e quarta classificata della Poule Promozione, disputeranno i play-off (con partite di solo andata) per l'acquisizione di un'ulteriore diritto ad iscriversi alla Poule Scudetto 2023. Le partite saranno giocate anch'esse, durante la tappa finale di Cagliari.

## Calendario
Le date stabilite dalla federazione:
| Data         | Paese             | Città       | Stage                                |
| ------------ | ----------------- | ----------- | ------------------------------------ |
| 3–5 giugno   | Italia (bandiera) | Pescara     | 1ª tappa Poule Promozione            |
| 17–19 giugno | Italia (bandiera) | Catania     | 1ª tappa Poule Scudetto              |
| 8–10 luglio  | Italia (bandiera) | Cirò Marina | 2ª tappa Poule Scudetto e Promozione |
| 14–17 luglio | Italia (bandiera) | Viareggio   | 3ª tappa Poule Scudetto e Promozione |
| 5–7 agosto   | Italia (bandiera) | Cagliari    | Finali                               |

## Squadre partecipanti

### Poule scudetto
| Club           | Città                    | Stagione precedente             |
| -------------- | ------------------------ | ------------------------------- |
| Canalicchio CT | Tremestieri Etneo        | 9º posto nella Poule Scudetto   |
| Catania        | Catania                  | 4º posto nella Fase finale      |
| Napoli         | Napoli                   | 5º posto nella Fase finale      |
| Nettuno        | Nettuno                  | 1º posto nella Poule Promozione |
| Pisa           | Pisa                     | Campione                        |
| Sambenedettese | San Benedetto del Tronto | 3º posto nella Fase finale      |
| Sicilia        | Catania                  | 8º posto nella Fase finale      |
| Terracina      | Terracina                | 2º posto nella Fase finale      |
| Viareggio      | Viareggio                | 6º posto nella Fase finale      |

### Poule promozione
| Club              | Città          | Stagione precedente             |
| ----------------- | -------------- | ------------------------------- |
| Bologna           | Bologna        | 2º posto nella Poule Promozione |
| Cagliari          | Cagliari       | 4º posto nella Poule Promozione |
| Chiavari          | Chiavari       | 6º posto nella Poule Promozione |
| Ecosistem Lamezia | Lamezia Terme  | 6º posto nella Poule Scudetto   |
| Genova            | Genova         | 5º posto nella Poule Promozione |
| Icierre Lamezia   | Lamezia Terme  | Esordiente                      |
| Milano            | Milano         | 3º posto nella Poule Promozione |
| Naxos             | Giardini-Naxos | 8º posto nella Poule Promozione |
| Vastese           | Vasto          | 2º posto nella Poule Promozione |

## Poule Promozione

### Classifica
|  | Pos. | Squadra           | Pt | G | V | V+ | Vr | P | GF | GS | DR  |
|  | ---- | ----------------- | -- | - | - | -- | -- | - | -- | -- | --- |
|  | 1.   | Milano            | 21 | 8 | 7 | 0  | 0  | 1 | 49 | 30 | +19 |
|  | 2.   | Cagliari          | 18 | 8 | 6 | 0  | 0  | 2 | 43 | 30 | +13 |
|  | 3.   | Icierre Lamezia   | 15 | 8 | 5 | 0  | 0  | 3 | 26 | 28 | -2  |
|  | 4.   | Chiavari          | 15 | 8 | 5 | 0  | 0  | 3 | 38 | 31 | +7  |
|  | 5.   | Ecosistem Lamezia | 12 | 8 | 4 | 0  | 0  | 4 | 39 | 34 | +5  |
|  | 6.   | Genova            | 9  | 8 | 3 | 0  | 0  | 5 | 21 | 27 | -6  |
|  | 7.   | Bologna           | 7  | 8 | 2 | 0  | 1  | 5 | 23 | 29 | -6  |
|  | 8.   | Vastese           | 6  | 8 | 2 | 0  | 0  | 6 | 22 | 37 | -15 |
|  | 9.   | Naxos             | 3  | 8 | 1 | 0  | 0  | 7 | 28 | 43 | -15 |

Legenda:
      Ammessa alla fase finale e promossa in Poule Scudetto 2023.
      Ammesse ai play-off per la conquista di un posto della Poule Scudetto 2023.
Regolamento:
Tre punti per la vittoria nei tempi regolamentari, due nel tempo supplementare, uno ai calci di rigore, zero per la sconfitta.

### Play-off Promozione
| Squadra 1       | Risultato       | Squadra 2       |
| 1ª giornata     | 1ª giornata     | 1ª giornata     |
| --------------- | --------------- | --------------- |
| Cagliari        | 4 - 5           | Icierre Lamezia |
| Sicilia         | 6 - 7 (dts)     | Chiavari        |
| 2ª giornata     |                 |                 |
| Chiavari        | 5 - 4           | Cagliari        |
| Icierre Lamezia | 3 - 3 (3-4 dtr) | Sicilia         |
| 3ª giornata     |                 |                 |
| Sicilia         | 4 - 8           | Cagliari        |
| Icierre Lamezia | 4 - 3           | Chiavari        |

|  | Pos. | Squadra         | Pt | G | V | V+ | Vr | P | GF | GS | DR |
|  | ---- | --------------- | -- | - | - | -- | -- | - | -- | -- | -- |
|  | 1.   | Icierre Lamezia | 6  | 3 | 2 | 0  | 0  | 1 | 12 | 10 | +2 |
|  | 2.   | Chiavari        | 5  | 3 | 1 | 1  | 0  | 1 | 15 | 14 | +1 |
|  | 3.   | Cagliari        | 3  | 3 | 1 | 0  | 0  | 2 | 16 | 14 | +2 |
|  | 4.   | Sicilia         | 1  | 3 | 0 | 0  | 1  | 2 | 13 | 18 | -5 |

Legenda:
      Ammessa alla Poule Scudetto 2023.
Regolamento:
Tre punti per la vittoria nei tempi regolamentari, due nel tempo supplementare, uno ai calci di rigore, zero per la sconfitta.

## Poule Scudetto

### Classifica
|  | Pos. | Squadra        | Pt | G | V | V+ | Vr | P | GF | GS | DR  |
|  | ---- | -------------- | -- | - | - | -- | -- | - | -- | -- | --- |
|  | 1.   | Pisa           | 22 | 8 | 7 | 0  | 1  | 0 | 34 | 21 | +13 |
|  | 2.   | Catania        | 21 | 8 | 7 | 0  | 0  | 1 | 48 | 21 | +27 |
|  | 3.   | Viareggio      | 13 | 8 | 4 | 0  | 1  | 3 | 49 | 33 | +16 |
|  | 4.   | Napoli         | 12 | 8 | 4 | 0  | 0  | 4 | 43 | 35 | +8  |
|  | 5.   | Sambenedettese | 11 | 8 | 3 | 1  | 0  | 4 | 25 | 28 | -3  |
|  | 6.   | Nettuno        | 10 | 8 | 3 | 0  | 1  | 4 | 43 | 39 | +4  |
|  | 7.   | Terracina      | 9  | 8 | 3 | 0  | 0  | 5 | 37 | 45 | -8  |
|  | 8.   | Sicilia        | 3  | 8 | 1 | 0  | 0  | 7 | 21 | 40 | -19 |
|  | 9.   | Canalicchio CT | 0  | 8 | 0 | 0  | 0  | 8 | 21 | 59 | -38 |

Legenda:
      Ammesse alla fase finale.
      Ammessa ai play-off per il mantenimento/conquista di un posto della Poule Scudetto 2023.
      Retrocessa in Poule Promozione 2023.
Regolamento:
Tre punti per la vittoria nei tempi regolamentari, due nel tempo supplementare, uno ai calci di rigore, zero per la sconfitta.

## Play-off

### Tabellone
I numeri a sinistra delle griglie dei quarti di finale indicano il piazzamento nella Poule.
|  | Quarti di finale | Quarti di finale | Quarti di finale |  |  | Semifinali      | Semifinali | Semifinali |  |  | Finale | Finale                 | Finale                 |                        |  |
|  |                  |                  |                  |  |  |                 |            |            |  |  |        |                        |                        |                        |  |
|  |                  |                  |                  |  |  |                 |            |            |  |  |        |                        |                        |                        |  |
|  | 3.               | Viareggio        | 7                |  |  |                 |            |            |  |  |        |                        |                        |                        |  |
|  | 6.               | Nettuno          | 2                |  |  |                 |            |            |  |  |        |                        |                        |                        |  |
|  |                  |                  |                  |  |  | Viareggio (dtr) | 5 (4)      |            |  |  |        |                        |                        |                        |  |
|  |                  |                  |                  |  |  |                 | Terracina  | 5 (3)      |  |  |        |                        |                        |                        |  |
|  | 2.               | Catania          | 3                |  |  |                 |            |            |  |  |        |                        |                        |                        |  |
|  | 7.               | Terracina        | 4                |  |  |                 |            |            |  |  |        |                        |                        |                        |  |
|  |                  |                  |                  |  |  |                 |            |            |  |  |        | Viareggio              | 2                      |                        |  |
|  |                  |                  |                  |  |  |                 |            |            |  |  |        | Pisa                   | 3                      |                        |  |
|  | 4.               | Napoli (dtr)     | 4 (4)            |  |  |                 |            |            |  |  |        |                        |                        |                        |  |
|  | 5.               | Sambenedettese   | 4 (3)            |  |  |                 |            |            |  |  |        | Finale per il 3º posto | Finale per il 3º posto | Finale per il 3º posto |  |
|  |                  |                  |                  |  |  | Napoli          | 0          |            |  |  |        |                        |                        |                        |  |
|  |                  |                  |                  |  |  |                 | Pisa       | 6          |  |  |        | Terracina              | 5                      |                        |  |
|  | 1.               | Pisa             | 4                |  |  |                 |            |            |  |  | Napoli | 6                      |                        |                        |  |
|  | (1).             | Milano           | 2                |  |  |                 |            |            |  |  |        |                        |                        |                        |  |

### Finale in dettaglio

#### Tabellino
| Arbitro: | Pavone, Contrafatto, Innaurato (Forlì, Catania, Lanciano) |

|                              |           |                                                       |
| Bertacca 4st’ Genovali 11tt’ | Marcatori | 11pt’ Ortolini 12pt’ (rig.) Jordan 11st’ Bruno Xavier |

### Finale 3º-4º posto
| Squadra 1 | Risultato | Squadra 2 |
| --------- | --------- | --------- |
| Terracina | 5 - 6     | Napoli    |

## Piazzamenti

### Semifinali 5º-8º posto
| Squadra 1      | Risultato   | Squadra 2 |
| -------------- | ----------- | --------- |
| Nettuno        | 4 - 7       | Catania   |
| Sambenedettese | 4 - 3 (dts) | Milano    |

### Finale 7º-8º posto
| Squadra 1 | Risultato | Squadra 2 |
| --------- | --------- | --------- |
| Nettuno   | 4 - 6     | Milano    |

### Finale 5º-6º posto
| Squadra 1 | Risultato | Squadra 2      |
| --------- | --------- | -------------- |
| Catania   | 5 - 4     | Sambenedettese |

## Classifica finale
| Posizione | Squadra        |
| --------- | -------------- |
|           | Pisa           |
| 2         | Viareggio      |
| 3         | Napoli         |
| 4         | Terracina      |
| 5         | Catania        |
| 6         | Sambenedettese |
| 7         | Milano         |
| 8         | Nettuno        |